# (25263) 1998 VM16
1998 في أم 16 (ويعرف أيضًا باسم (25263) 1998 في أم 16 وفق تسمية الكوكب الصغير) (بالإنجليزية: 1998 VM16)‏ هو كويكب ضمن حزام الكويكبات؛ وترتيبه 25263 من حيث الاكتشاف.
اكتُشف هذا الجُرم الفلكي بواسطة بحث لنكولن عن الكويكبات القريبة من الأرض في 10 نوفمبر 1998.

## وصلات خارجية
- (25263) 1998 VM16 في قاعدة بيانات مختبر الدفع النفاث لأجرام النظام الشمسي الصغيرة

- الاكتشاف · مخطط المدار ·  العناصر المدارية · المعلمات المادية

- (25263) 1998 VM16 على موقع ويكي سكاي: DSS2, SDSS, GALEX, IRAS, Hydrogen α, X-Ray, Astrophoto, Sky Map, Articles and images